# Science SARU
Science SARU (株式会社サイエンスSARU, Kabushiki gaisha Saiensu SARU) est un studio d'animation japonaise fondé le 4 février 2013 par Masaaki Yuasa et Eunyoung Choi. En 2024, le studio est racheté par le producteur et distributeur Tōhō.

## Histoire

### Débuts (2013-2020)
Le studio est fondé au début de 2013 par Masaaki Yuasa et Eunyoung Choi après que le premier eut reçu une offre de Cartoon Network pour travailler sur l'épisode d'Adventure Time, Food Chain, dans lequel Masaaki Yuasa travaillait en tant que réalisateur, scénariste et storyboarder, avec Choi étant la coréalisatrice, et l'animation étant produite par le studio nouvellement formé. Masaaki Yuasa indique dans une interview qu'il a souhaité créer un studio d'animation de créatifs afin de créer un environnement de travail avec moins de contraintes.
Début 2016, le studio est prêt à entreprendre son premier projet à grande échelle et commence la production de son premier long métrage, Lou et l'Île aux sirènes, qui sort l'année suivante. Le film est réalisé en moins de 16 mois, en suivant les méthodes hybrides d'animation du studio (animation traditionnelle « assistée numériquement »).
Lors de la production de Lou, le studio est approché pour produire un second film, la comédie romantique Night Is Short, Walk On Girl, suite spirituelle de The Tatami Galaxy dont la pré-production débute en se chevauchant avec la post-production de Lou et l'ïle aux sirènes. Alors que la production de Lou s'est terminée en premier, le film est sorti après Night Is Short, Walk On Girl. Les deux films, où Choi travaille comme productrice de l'animation, sont acclamés par la critique : Lou reçoit le Cristal du long métrage au Festival d'Annecy, le Prix Ōfuji Noburō des Mainichi Film Awards, et le Grand Prix du Festival des arts médiatiques du Japon pour l'animation ; Night is Short, Walk On Girl reçoit quant à lui le Japan Academy Film Prize pour l'anime de l'année, le Grand Prix du Festival international d'animation d'Ottawa pour le meilleur long métrage d'animation, et est régulièrement listé comme l'un meilleurs films d'animation japonaise des années 2010,,.
En 2018, le studio produit sa première série animée complète, Devilman crybaby. Diffusée dans le monde entier par Netflix, la série est succès international massif à sa sortie, avec la particularité notable d'avoir 90 % de ses spectateurs basés dehors du Japon. La série remporte les  Crunchyroll Anime Awards pour l'anime de l'année et Yuasa, qui la réaliste, est nommé réalisateur de l'année. Devilman crybaby est également considérée comme l'une des meilleures séries d'animation japonaises des années 2010,,,. L'année suivante, le studio produit l'animation du film Ride Your Wave, toujours réalisé par Yuasa et produit par Choi, qui rencontre un succès commercial moindre mais reçoit parmi les meilleurs retours critiques du studio à l'époque. Le film est nommé dans diverses catégories au Festival d'Annecy, aux Annie Awards, et aux Mainichi Film Awards, et il remporte les prix du meilleur long métrage d'animation au Festival international du film de Shanghai, au Festival international du film Fantasia et Festival du cinéma de Sitges,,.
En 2020, le studio produit deux séries animées : la comédie Keep Your Hands Off Eizouken!, et Japan Sinks: 2020 pour Netflix, toutes deux gérées par le même duo composé de Masaaki Yuasa à la réalisation et Eunyoung Choi à la production logistique. Eizouken est saluée par la critique, souvent listée parmi les meilleures séries animées de 2020,,,,. Elle remporte également les Crunchyroll Anime Awards du réalisateur de l'année et de la meilleure animation, et reçoit le Grand Prix de l'animation télévisée aux Tokyo Anime Awards (en) celui du Japan Media Arts Festival pour l'animation. Japan Sinks reçoit un succès critique plus mitigé, mais attire l'attention pour son multiculturalisme et son inclusivité et son scénario adapté est également salué,.

### Direction d'Eunyoung Choi (2020-2023)
Le 25 mars 2020, Masaaki Yuasa démissionne de ses fonctions de PDG de Science SARU, voulant prendre plus de repos après 7 années comme réalisateur principal et directeur du studio. Eunyoung Choi prend sa suite, indiquant qu'en plus de continuer à collaborer avec Yuasa sur de futures productions, le studio chercherait à développer de nouveaux projets supplémentaires avec d'autres réalisateurs que son réalisateur phare,.
En 2021, le studio produit deux projets connexes : le long métrage Inu-Oh et la série télévisée d'animation The Heike Story, tous deux produits par Choi et basés sur des œuvres du romancier Hideo Furukawa liées au Dit des Heike. Inu-Oh, réalisé par Yuasa, sort en août 2022,, et reçoit un un accueil critique très favorable,. Il remporte le prix du meilleur long métrage d'animation au Festival international du film Fantasia, et est même nommé pour le Golden Globe du meilleur long métrage d'animation. The Heike Story, réalisée par Naoko Yamada, est diffusée sur les plateformes mondiales de streaming en septembre 2021 avant une diffusion à la télévision japonaise en janvier 2022 et est considéré comme un des meilleures séries de 2021,,,.
La même année, deux des neuf courts métrages créés pour Star Wars: Visions, une anthologie animée en coproduction internationale se passant dans l'univers de Star Wars, sont produits par Science SARU : Akakiri, réalisé par Choi, et T0-B1, réalisé par Abel Góngora. L'anthologie sort fin septembre 2021 sur Disney+ et reçoit un accueil favorable, le travail de réalisateur de Choi attirant des éloges,,,.

#### Controverses sur la charge de travail
Mi-2021, au milieu d'une vague de dénonciation générale des conditions de travail des animateurs dans l'animation japonaise, d'anciens animateurs ayant travaillé chez Science SARU évoquent de nombreux problèmes liés à l'ambition du studio et la gestion de leur quantité de travail, avec des périodes de crunch et de surcharge de travail causés par la production de trop nombreux projets en cascade pour un studio de taille modeste (1 long-métrage, 1 court-métrage, et 2 séries de 13 épisodes en 2021) sous la direction de Yuasa comme celle de Choi,. Les accusations évoquent également des animateurs poussés à faire des nuits blanches, atteint de symptômes dépressifs, ou quittant le studio après un burnout,.

### Rachat par Toho (depuis 2024)
En mai 2024, le géant de la distribution et de la production japonais Tōhō annonce le rachat du studio, pour augmenter sa force de production dans l'animation, secteur en expansion au sein de la société,. Cette annonce est rendue publique alors que le studio est en train de produire sa nouvelle série, Dandadan, adaptation d'un manga à succès du fameux Weekly Shōnen Jump.
Dans la foulée, le studio annonce la production d'une nouvelle série télévisée adaptée du manga Ghost in the Shell, prévue pour 2026.

## Équipe
- Masaaki Yuasa
- Eunyoung Choi
- Juan Manuel Laguna[2]
- Abel Gongora[2]
- Nobutaka Ito (ja)
- Suzuki Kanichi

## Production

### Productions principales

#### Séries télévisées
| Année | Titre                         | Dates de 1re diffusion | Dates de 1re diffusion | Nb. éps.   | Notes                                                                                    |
| Année | Titre                         | Début                  | Fin                    | Nb. éps.   | Notes                                                                                    |
| ----- | ----------------------------- | ---------------------- | ---------------------- | ---------- | ---------------------------------------------------------------------------------------- |
| 2020  | Keep Your Hands Off Eizouken! | 6 janvier 2020         | 22 mars 2020           | 12         | Basée sur le manga de Sumito Ōwara.                                                      |
| 2022  | Yurei Deco                    | 3 juillet 2022         | 18 septembre 2022      | 12         | Projet original                                                                          |
| 2022  | Tatami Time Machine Blues     | 30 septembre 2022      | 30 septembre 2022      | 6          | Basée sur le roman écrit par Tomihiko Morimi d'après le concept original de Makoto Ueda. |
| 2024  | Dandadan                      | 4 octobre 2024         | 20 décembre 2024       | 12         | Basée sur le manga de Yukinobu Tatsu,.                                                   |
| 2025  | Dandadan Saison 2             | 4 juillet 2025         | À venir                | À annoncer | Suite de la première saison.                                                             |
| 2025  | Sanda                         | À venir                | À venir                | À annoncer | Basée sur le manga de Paru Itagaki.                                                      |

#### ONA
| Année | Titre                         | Date(s) de sortie                    | Nb. éps.       | Notes |                                                                              |
| ----- | ----------------------------- | ------------------------------------ | -------------- | --- | ---------------------------------------------------------------------------- |
| 2018  | Devilman Crybaby              | 5 janvier 2018                       | Nb. éps.       | 10 | Basée sur le manga Devilman de Gō Nagai ; 10 épisodes produits pour Netflix. |
| 2019  | Super Shiro                   | 14 octobre 2019 - 7 septembre 2020   | 48             | Série dérivée de la franchise Shin-chan diffusée sur AbemaTV (ja) et Video Pass. |                                                                              |
| 2020  | Japan Sinks 2020              | 9 juillet 2020                       | 10             | Basée sur le roman de Sakyō Komatsu ; 10 épisodes produits pour Netflix. |                                                                              |
| 2021  | The Heike Story               | 16 septembre 2021 - 25 novembre 2021 | 11             | Basée sur la traduction moderne d'Hideo Furukawa de l'œuvre Heike monogatari. |                                                                              |
| 2021  | Star Wars: Visions            | 22 septembre 2021                    | 9 (2 réalisés) | Série dérivée de la saga Star Wars ; réalisé par Science Saru, Kinema Citrus, Trigger, Colorido, Geno Studio, Kamikaze Douga et Production I.G. Les deux épisodes réalisés par Science Saru sont T0-B1 et Akakiri. |                                                                              |
| 2023  | Scott Pilgrim prend son envol | 17 novembre 2023                     | 8              | Basée sur la série de romans graphiques Scott Pilgrim par Bryan Lee O'Malley. |                                                                              |

#### Films d'animation
| Année | Titre                        | Date de sortie   | Notes                                                                                     |
| ----- | ---------------------------- | ---------------- | ----------------------------------------------------------------------------------------- |
| 2017  | Night Is Short, Walk On Girl | 7 avril 2017     | Basée sur le roman de Tomihiko Morimi.                                                    |
| 2017  | Lou et l'Île aux sirènes     | 19 mai 2017      | Projet original.                                                                          |
| 2019  | Ride Your Wave               | 21 juin 2019     | Projet original.                                                                          |
| 2021  | Inu-Oh                       | 9 septembre 2021 | Basée sur le roman Heike monogatari: Inu-Oh no maki (平家物語 犬王の巻) d'Hideo Furukawa. |
| 2024  | Kimi no Iro                  | 30 août 2024     | Projet original.                                                                          |

### Productions pour d'autres séries
- 2014 : épisode Food Chain d'Adventure Time ;
- 2014 : série TV Ping-pong (Animation flash, production principale de Tatsunoko Production) ;
- 2014 : épisode 3 Rien ne sert de courir, il faut partir à point, baby de la saison 2 de Space Dandy (Production principale de Bones) ;
- 2014 : générique de début de la série TV Garo: Honō no kokuin ;
- 2014 : film d'animation Crayon Shin-chan: Gachinko! Gyakushu no Robo To-chan (ja) (Production principale de Shin-Ei Animation) ;
- 2014 : film d'animation Yo-kai Watch : Le Film (Production principale de OLM) ;
- 2015 : film d'animation Crayon Shin-chan: Ora no hikkoshi monogatari Saboten dai shūgeki (ja) (Production principale de Shin-Ei Animation) ;
- 2015 : générique de fin de la série TV Yo-kai Watch « Idol wa ūnyanya no kudan (ja) » (Production principale de OLM) ;
- 2016 : générique de début d'Adventure Time[82] ;
- 2016 : coopération de production pour la série TV OK K.O.! Let's Be Heroes (Production principale de Cartoon Network Studios) ;
- 2017 : générique de fin de la série TV The Tatami Galaxy ;
- 2017 : générique de début de la série TV Garo: Vanishing Line.

## Récompenses
- 2017 : prix du Cristal du long-métrage du Festival international du film d'animation d'Annecy pour Lou et l'Île aux sirènes[83]